# 圆齿石油菜
圆齿石油菜（学名：Pilea cavaleriei sp. crenata）为荨麻科冷水花属下的一个亚种。

## 扩展阅读
- 維基物種上的相關：圆齿石油菜